# Drasteria occulta
Drasteria occulta là một loài bướm đêm trong họ Erebidae.